# Dubai Tennis Championships 2022
Dubai Tennis Championships 2022 — тенісний турнір, що проходив на кортах з твердим покриттям у місті Дубай, ОАЕ з  14 до 27 лютого. Належав до категорій ATP 500 та WTA 500.

## Фінальна частина

### Чоловіки, одиночний розряд
Андрій Рубльов —  Їржі Веселий 6–3, 6–4

### Жінки, одиночний розряд
Олена Остапенко —  Вероніка Кудерметова 6–0, 6–4

### Чоловіки, парний розряд
Тім Пюц /  Майкл Вінус —  Нікола Мектич /  Мате Павич 6–3, 6–7(5–7), [16–14]

### Жінки, парний розряд
Вероніка Кудерметова /  Елісе Мертенс —  Людмила Кіченок /  Олена Остапенко 6–1, 6–3